# 広島三菱自動車 presents GOOD AGES CAFE
広島三菱自動車 presents GOOD AGES CAFE は、広島FMで放送されていたラジオ番組。提供は広島三菱自動車販売。

## 概要
- 番組開始当初は、週ごとに1年をクローズアップして、その年のエピソードや曲を流す内容だったが、2005年8月からは月ごとに紹介している。
- 特別企画をすることもある。12月末はクリスマス&冬の歌や今年のヒット曲を特集している。曲はほぼすべてリスナーからのリクエストであった。
- 2007年の春改編で終了した。同時に広島三菱自動車の提供枠が撤退し、2007年4月よりこれまで12：00スタートの永松ケンシのHEART ROCK FRIDAYが枠拡大して放送されている。

## 放送時間
毎週金曜日11:30 - 11:55

## DJ
黒田恭敬